# Michael Tryanowski

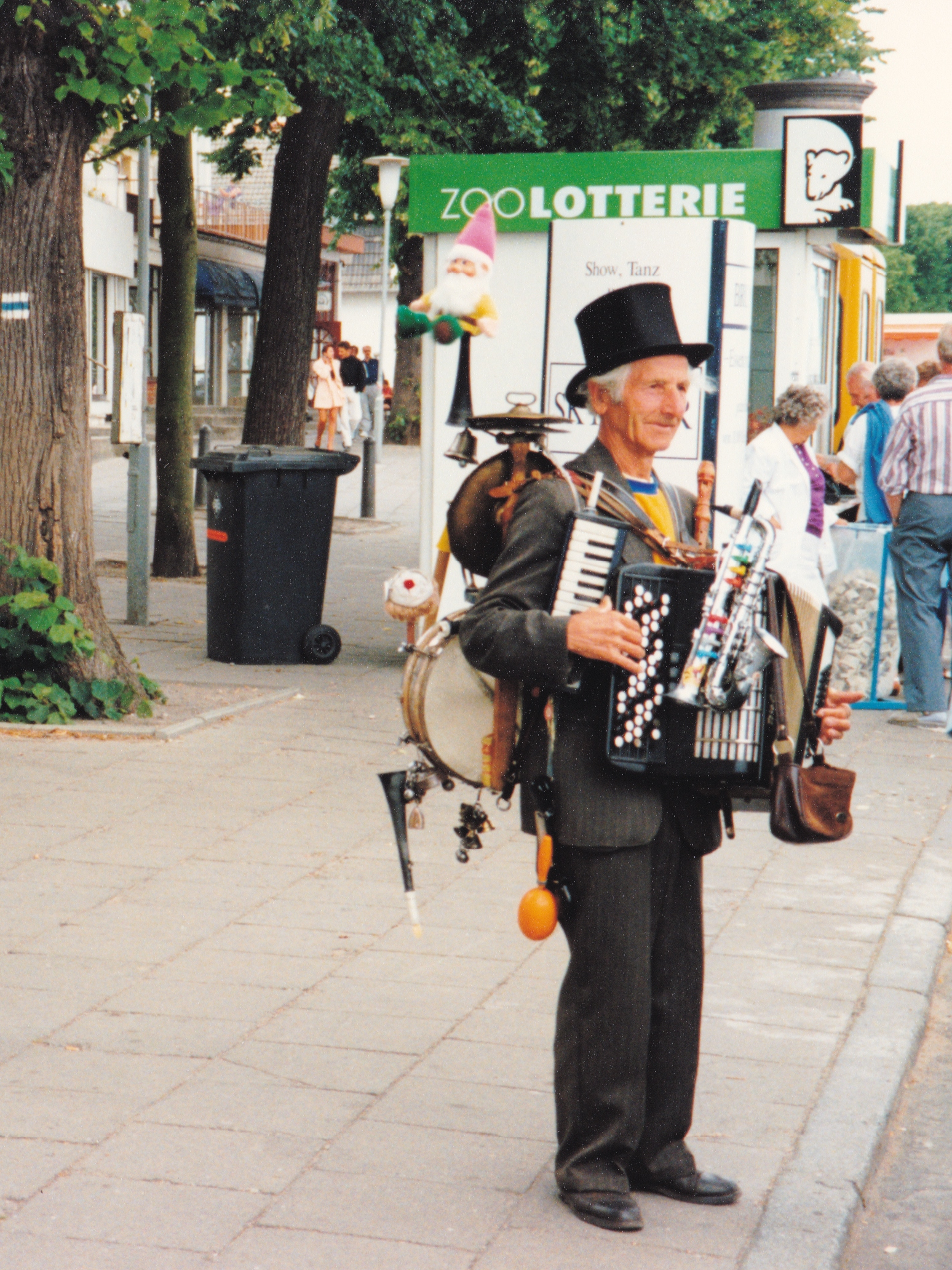
Michael Tryanowski in Warnemünde (1992)

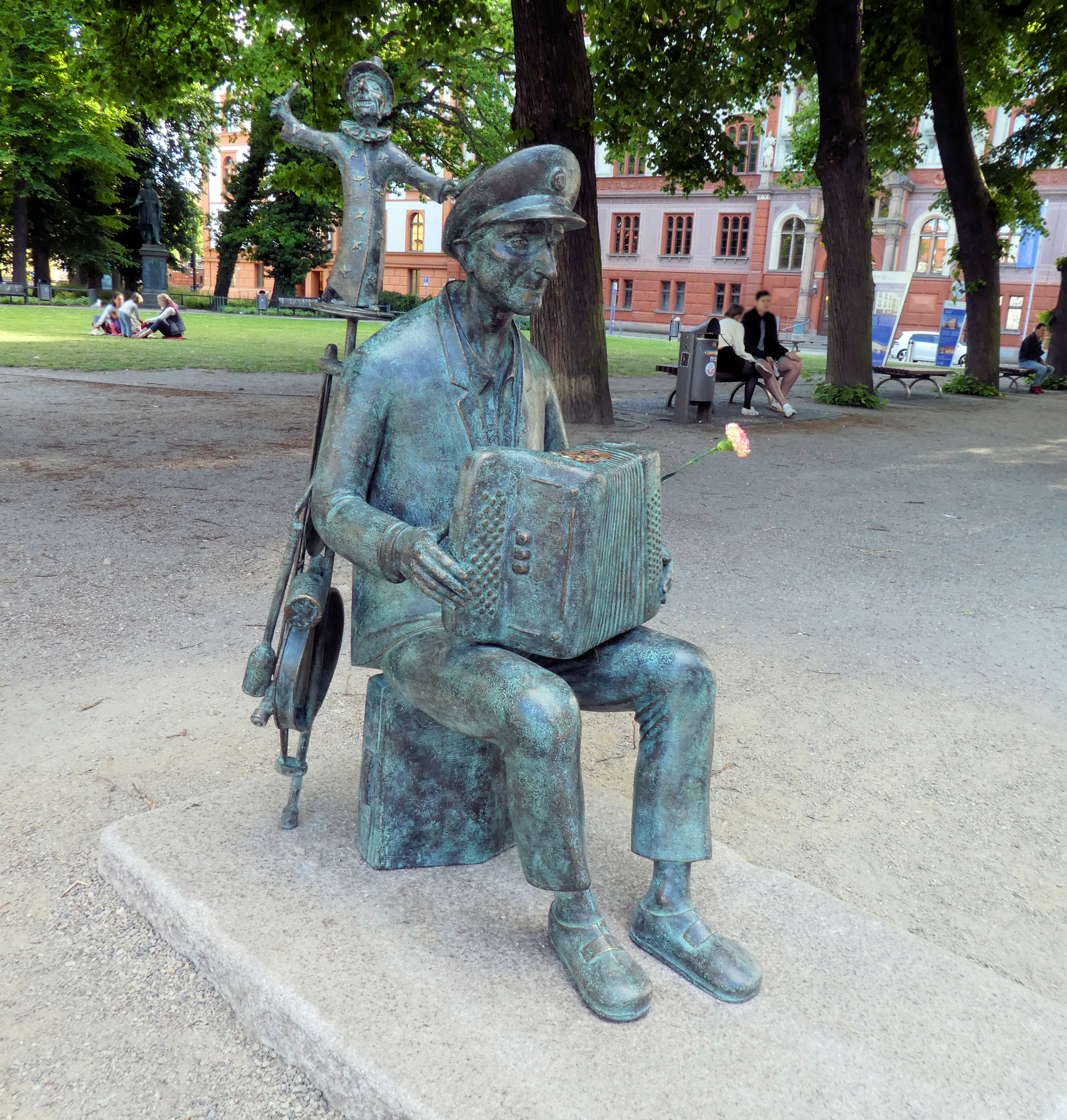
Denkmal am Universitätsplatz (2020)

Michael Tryanowski (* 12. Dezember 1919 in Veelböken; † 27. Juli 2018 in Rostock) war ein Straßenmusikant und Rostocker Stadtoriginal. Da die meisten Rostocker seinen richtigen Namen nicht kannten, wurde er oft liebevoll der Spielmannopa genannt.

## Lebenslauf
Im Alter von vier Jahren verlor Michael Tryanowski seine Mutter und er lebte fortan bei seinem russischen Pflegevater. Dieser schenkte ihm sein erstes Instrument, eine Ziehharmonika. Im Zweiten Weltkrieg wurde Tryanowski zunächst als Forstarbeiter zwangsrekrutiert. Nur das Kriegsende bewahrte ihn vor dem Konzentrationslager.
Seine musikalische Ausbildung erhielt Michael Tryanowski zwischen 1950 und 1953 am Konservatorium Schwerin, „Abteilung Volksmusik“. Akkordeon, Flöte, Saxophon und Schlagzeug waren die Instrumente, die Tryanowski dort erlernte. Viele Jahre spielte er auf Hochzeiten und Geburtstagen sowie mit Tanzkapellen. Auch mit dem Zirkus Probst war Tryanowski auf Tournee. Als Straßenmusiker spielte er zudem in vielen Städten, wie Hamburg, Berlin, Schwerin, Lübeck und Wismar. Zuletzt stand er mit seinem Akkordeon und der Teufelsgeige meist nur noch auf dem Rostocker Universitätsplatz oder am Alten Strom in Warnemünde.

## Wissenswertes
- Michael Tryanowski war in den 1950er Jahren dreimal Landesmeister im Gewichtheben.[2]
- Nach eigenen Angaben war Michael Tryanowski staatenlos.[1]

## Ehrungen
- Zu Ehren von Michael Tryanowski wurde am 28. August 2014 eine 32 cm hohe Bronzeplastik, geschaffen vom Bildhauer Wolfgang Friedrich, im Einkaufszentrum „Rostocker Hof“ in der Rostocker Innenstadt aufgestellt.[3]
- An seinem 95. Geburtstag, dem 12. Dezember 2014, trug er sich zugleich mit dem Rapper Marteria in das Ehrenbuch der Hansestadt Rostock ein.[4] Im offiziellen Video zum Marteria-Song „Mein Rostock“ hat Michael Tryanowski einen kurzen Auftritt.[1]
- Am 27. Mai 2020 wurde vom Rostocker Oberbürgermeister Claus Ruhe Madsen eine vom Bildhauer Wolfgang Friedrich geschaffene Bronzestatue von Michael Tryanowski an einem seiner Stammplätze am Brunnen der Lebensfreude auf dem Universitätsplatz enthüllt.[5]